# François Hadji-Lazaro
Pour les articles homonymes, voir Hadji.
François Hadji-Lazaro est un musicien multi-instrumentiste, chanteur, auteur, compositeur, producteur/éditeur musical et acteur français, né le 22 juin 1956 à Paris (14e arrondissement) et mort le 25 février 2023 à Bobigny.
Il est une figure marquante du rock alternatif français. S'il officie parfois en solo, il est surtout connu comme leader des groupes Pigalle et Les Garçons bouchers.

## Biographie

### Jeunesse
François Hadji-Lazaro naît le 22 juin 1956 dans le 14e arrondissement de Paris. Il est le dernier enfant d’une famille modeste, très politisée. Sa mère est d'origine kabyle tandis que son père André, d'origine grecque, a été résistant, photographe de microfilm pour le réseau GLORIA, cité dans Double Agent Victoire : Mathilde Carré and the Interallié Network de David Tremain et dans la biographie par James Knowlson de Samuel Beckett, agent du même réseau. Le réseau est démantelé en février 1943 et André est déporté à Mauthausen d’où il est libéré le 22 avril 1945,,. François Hadji-Lazaro est membre des jeunesses communistes, et s’intéresse à la musique ; la découverte de Bob Dylan au début des années 1970 en est le déclic. Il se met à la guitare, puis rapidement à d’autres instruments traditionnels pour en maîtriser une vingtaine et lâche sa carrière d'instituteur pour aller jouer dans les couloirs du métro,.
François Hadji-Lazaro est cousin germain de l'artiste vidéaste Pierre Yves Clouin (en).

### Pigalle
Après sa participation au groupe folk Pénélope à la fin des années 1970, François Hadji-Lazaro passe au rock en lançant en 1982 avec le bassiste Daniel Hennion le groupe Pigalle. Mais sous l’influence de la techno pop allemande à base de boîtes à rythmes et de séquenceurs, et de défections diverses, le groupe devient un duo avec son comparse Daniel Hennion à la basse. Avec sa carrure imposante, on le voit parfois assurer le service d'ordre de certains concerts, comme ceux qui avaient lieu dans le squat USINE de Montreuil organisés par Rockàlusine, ou chez le légendaire Chez Jimi ; ou l’Auvergne organisés par les Barrocks, où Schultz, Didier et Alain Wampas, Manu Chao, Philippe Almosnino, Eduardo Leal de la Galla et Sportès firent leurs premiers pas. Il enchaîne aussi les petits rôles de figuration au cinéma.

### Les Garçons bouchers

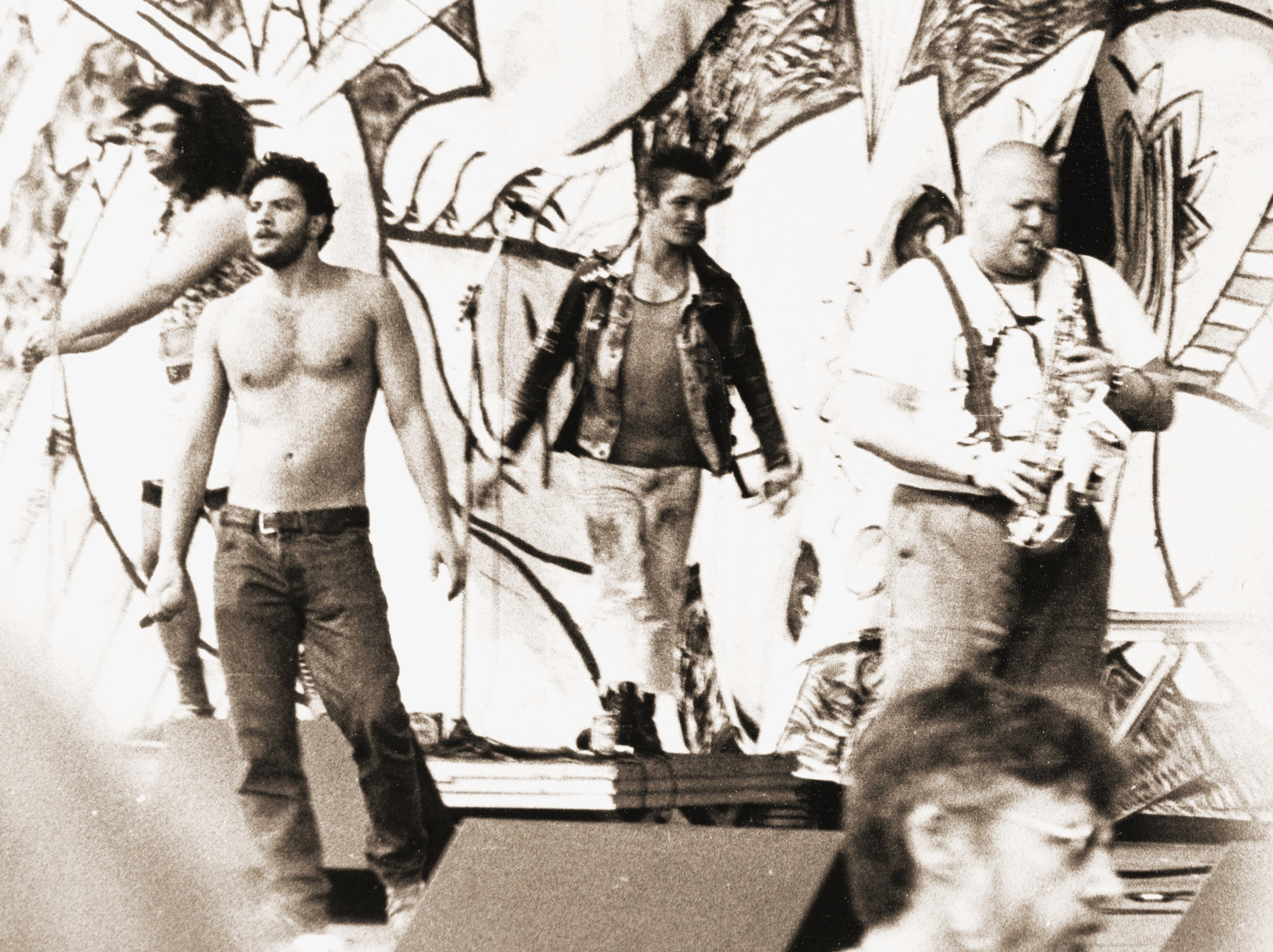
Avec les Garçons bouchers à la Fête de l'Humanité 1989.

Mais le succès arrive surtout avec Les Garçons bouchers, groupe qu'il fonda en 1986, avec la voix éraillée d'Eric Blitz au chant, avec qui François Hadji-Lazaro lance la société de production Boucherie Productions pour auto-produire leur premier 45 tours.
Boucherie Productions prend de l’ampleur et se diversifie avec l’arrivée sur le label du fleuron du rock alternatif français des années 1980, Mano Negra. Les Tétines Noires, Les Elles, La Belle Société avec Vincent Burlot, BB Doc, Wally, Clarika, Les Belles Lurettes, les Happy Drivers et Los Carayos, groupe de folk rock auquel Lazaro participe à partir de 1987, les rejoignent également. Mais malgré sept ans d’activité et une centaine d’albums produits, les difficultés financières à partir de 1995 sont fatales à la société qui dépose le bilan en 2001.

### Projets solos et autres engagements

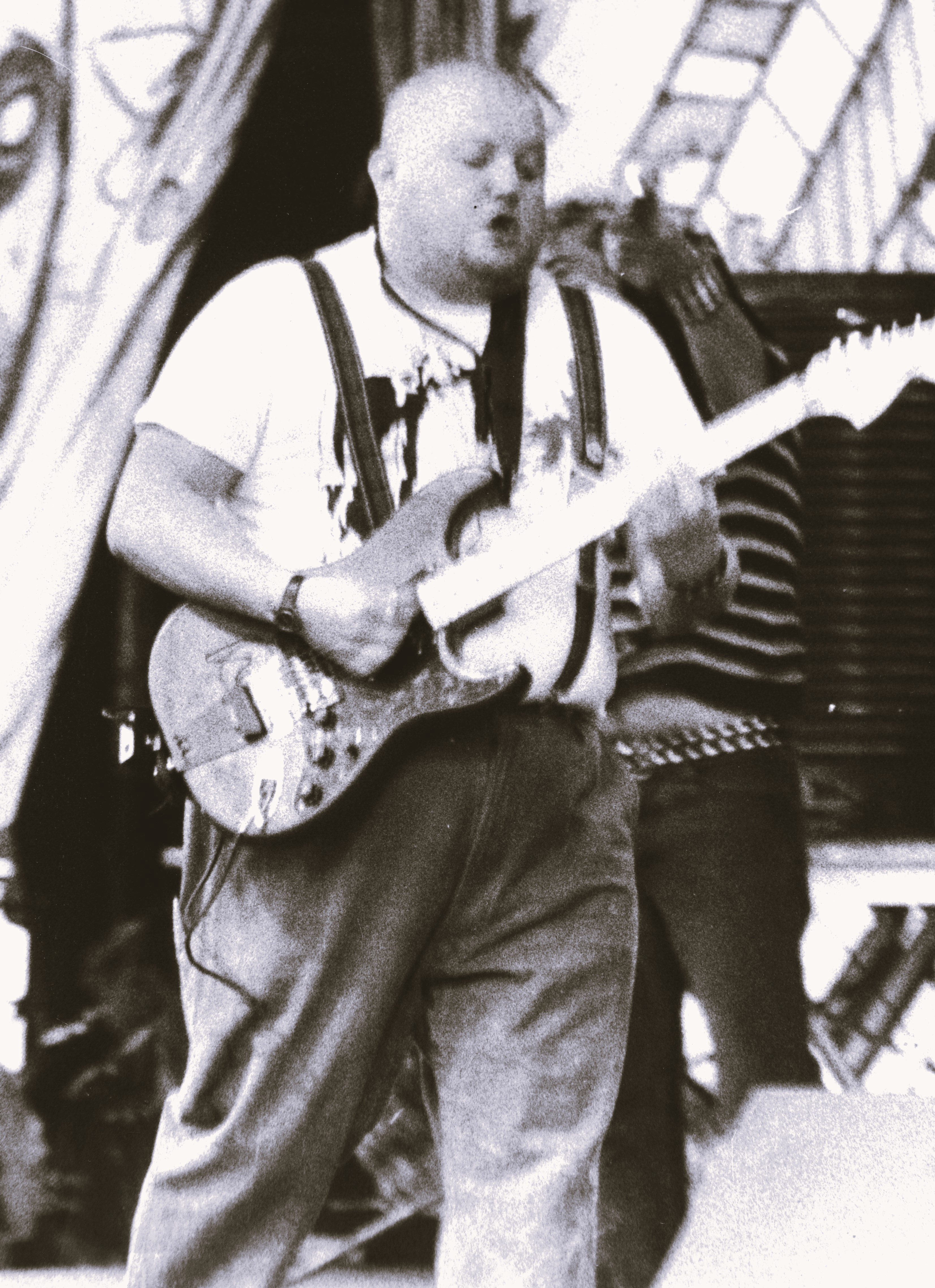
À la fête de l'Huma 1989

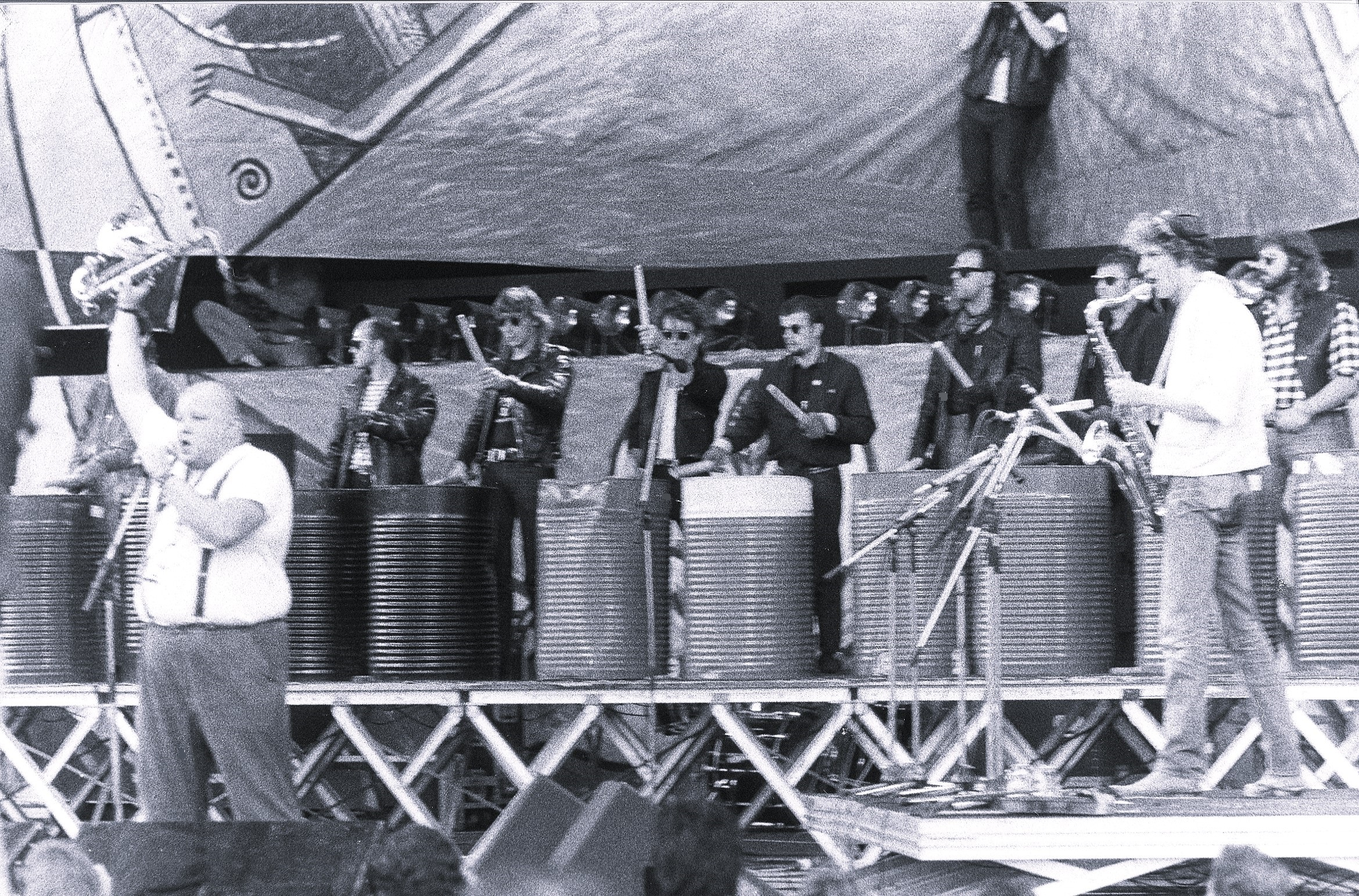
Avec les Tambours du Bronx à la Fête de l'Huma 1989.

Après cette époque où François Hadji-Lazaro a beaucoup tourné entre ses trois groupes, il se lance en solo, avec François détexte Topor et Et si que…?.
Parallèlement à sa carrière musicale, François Hadji-Lazaro interprète des seconds rôles dans plusieurs films de réalisateurs connus, dont notamment Marc Caro et Jean-Pierre Jeunet (La Cité des enfants perdus), ainsi que quelques petits rôles, son physique paraissant souvent déterminant. Il participe aussi à un numéro spécial de Fluide glacial.

### Vie privée et engagements
Après avoir soutenu le NPA à sa création, François Hadji-Lazaro s’engage aux côtés du Front de gauche aux élections européennes de 2009.

### Mort
François Hadji-Lazaro, qui souffre de « problèmes de santé depuis quelque temps », meurt à Bobigny le 25 février 2023 à l'âge de 66 ans d’une septicémie,. Sa cérémonie funèbre a lieu le 6 mars au crématorium du cimetière du Père-Lachaise, en présence de personnalités dont Charlélie Couture et ses anciens acolytes des Garçons Bouchers. Ses cendres sont ensuite remises à la famille.

## Instruments joués
Parmi les instruments joués par François Hadji-Lazaro, on peut citer :
- la guitare ;
- la pedal steel guitar ;
- la guitare portugaise ;
- la guitare Dobro ;
- le cavaquinho ;
- la mandoline ;
- le mandoloncelle ;
- le banjo 4, 5 et 6 cordes ;
- le ukulélé ;
- le bouzouki ;
- l'oud ;
- le dulcimer ;
- la vielle à roue ;
- le violon ;
- le violoncelle ;
- la flûte traversière ;
- la clarinette ;
- le saxophone ;
- la cornemuse ;
- le concertina ;
- l'accordéon chromatique ;
- l'accordéon diatonique ;
- l'harmonica ;
- les claviers.

plus divers autres instruments et percussions, ainsi que l’utilisation des samples et de l’informatique musicale.

## Discographie
Discographie solo uniquement. Voir aussi les articles détaillés Los Carayos, Pigalle et Les Garçons bouchers.

### Participation
- 2009 : Fais-moi mal Johnny  sur l'album hommage à Boris Vian On n'est pas là pour se faire engueuler ![12].

## Filmographie

### Cinéma

#### Longs métrages
- 1987 : La Passion Béatrice de Bertrand Tavernier : un moine du XVe siècle
- 1990 : Le Brasier d'Éric Barbier : Gros, le meilleur ami du héros
- 1991 : La Totale ! de Claude Zidi :  Braquet, le chef des services secrets
- 1991 : Room Service de Georges Lautner : André Pommard dit « Dédé »
- 1992 : Les Mamies d'Annick Lanoë : un animateur radio
- 1993 : La Cavale des fous de Marco Pico : la patronne du bistrot (rôle de femme)
- 1994 : Dellamorte Dellamore de Michele Soavi : Gnaghi
- 1994 : Black Dju de Pol Cruchten : le tenancier de bistrot
- 1995 : La Cité des enfants perdus de Jean-Pierre Jeunet et Marc Caro : le Cyclope
- 1996 : Rainbow pour Rimbaud de Jean Teulé : l'accordéonniste agressif du métro
- 1998 : Le Temps du RMI de Farid Fedjer : un des quatre paumés
- 1998 : Charité biz'ness de Thierry Bar et Pierre Jamin : le fou furieux en prison
- 2001 : Le Pacte des loups de Christophe Gans : Machemort
- 2002 : Nha Fala de Flora Gomes : le producteur
- 2004 : Les Dalton, de Philippe Haïm : l'épicier
- 2005 : J'ai vu tuer Ben Barka de Serge Le Péron : Le Ny
- 2008 : Dante 01 de Marc Caro : Moloch
- 2014 : Bouboule de Bruno Deville : Claudi
- 2016 : Le Cabanon rose de Jean-Pierre Mocky : le coiffeur

#### Courts métrages
- 1988 : Mala vida, clip de la Mano Negra : un prêtre
- 1990 : KO Kid de Marc Caro : un boxeur comique (prix Imagina)
- 1992 : Trop près des dieux de Jean-Michel Roux : le psychanalyste
- 1998 : Pitt Bull, clip de Richard Gotainer : un fou furieux
- 2002 : Les Deux Vieilles Dames et l'Accordeur de Guillaume Casset

### Télévision

#### Téléfilms
- 1990 : Le Gang des tractions de Josée Dayan : un gangster important
- 1991 : Le Voyage d'Éva de Patrice Gauthier : un paysan muet et débile
- 2000 : Les Misérables de Josée Dayan : Toussaint
- 2004 : Milady de Josée Dayan : Jacob Mazel, Le bourreau de Béthune

#### Séries télévisées
- 2020 : Capitaine Marleau, épisode La Cité des âmes en peine de Josée Dayan : Paco

## Distinctions

### Récompenses
- Académie Charles-Cros : 
  - Coup de cœur Jeune Public 2016 pour Pouët[13].
  - Coup de cœur Jeune Public 2019 pour Atchoum[14].

### Nominations
- Fangoria Chainsaw Awards 1997 : Meilleur second rôle masculin pour Dellamorte Dellamore